# Draaien (single)
Draaien is een nummer van het Nederlandse cabaret- en zangduo Acda en De Munnik uit 2013. Het verscheen als exclusieve bonustrack op het verzamelalbum Alle Singles.
Op 7 augustus 2013 ging het nummer in première op Radio 2. "Draaien" haalde de 3e positie in de Nederlandse Tipparade. Hiermee was het de laatste keer dat Acda en De Munnik de hitlijsten behaalden voordat ze in 2015 uit elkaar gingen.